# Molino de la Hoz

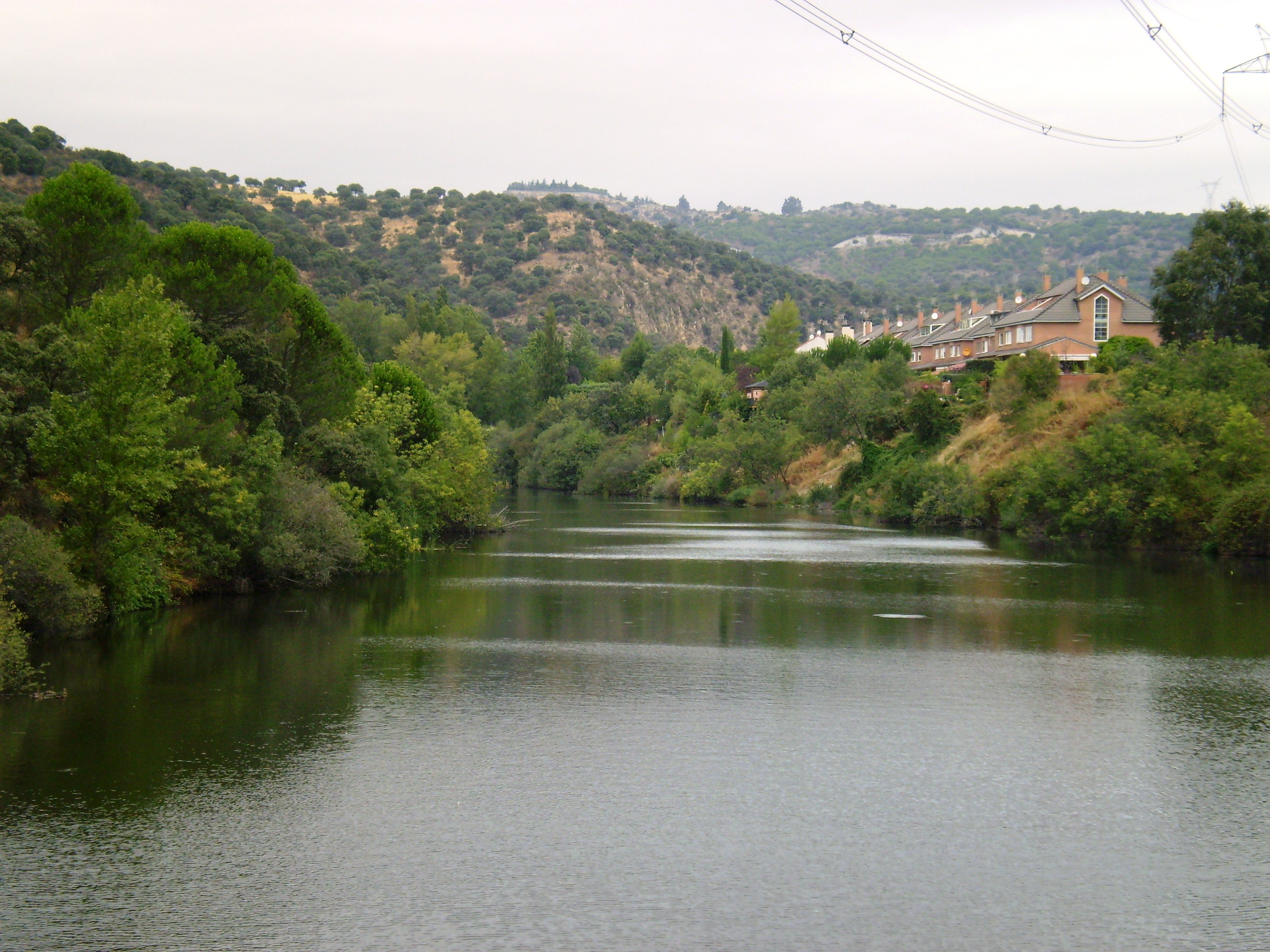
Embalse del Molino de la Hoz, sobre el río Guadarrama.

El Molino de la Hoz es una urbanización perteneciente al término de Las Rozas de Madrid, en el noroeste de la Comunidad de Madrid (España). Se encuentra en el extremo noroccidental del citado municipio, en la linde con Torrelodones y Galapagar, en las primeras estribaciones de la sierra de Guadarrama, a los pies del puerto de Galapagar. El lugar está atravesado por el río Guadarrama, que discurre siguiendo la vertical norte-sur. 

## Historia
La urbanización fue proyectada en los años sesenta como un conjunto residencial de chalets independientes, de utilización temporal durante los fines de semana y las vacaciones. Como reclamo comercial, fue construido un pequeño embalse sobre el río Guadarrama, para usos deportivos y recreativos, que, con el tiempo, se ha convertido en un hábitat para aves migratorias. Este pantano recibe cada año a una colonia de unos veinte cormoranes.
A partir de la década de los noventa, han proliferado los chalets adosados, utilizados como vivienda permanente por numerosos vecinos.
El Molino de la Hoz presenta importantes valores ambientales. Las zonas libres de viviendas, principalmente las riberas del río Guadarrama, se encuentran protegidas legalmente a través del Parque Regional del curso medio del río Guadarrama y su entorno. 
En el terreno histórico-artístico, la urbanización se encuentra cerca de la presa de El Gasco, que fue construida en el siglo XVIII como embalse regulador del inacabado canal del Guadarrama. En sus proximidades, se sitúa el Puente del Retamar, que se levantó en el mismo siglo como una obra de acondicionamiento del Camino Real de Castilla.

## Accesos

### Por carretera
Se accede a través de la carretera M-505, que comunica Las Rozas de Madrid con El Escorial.

### En autobús
Si se desea llegar en transporte público, hay varias líneas de autobús que prestan servicio a la urbanización. Dos de esas líneas entran dentro de la urbanización, conectándola una de ellas con Madrid:
| Línea | Recorrido                                                           | Operador       |
| ----- | ------------------------------------------------------------------- | -------------- |
| 1     | Las Rozas - Urbanización Molino de la Hoz                           | Auto Periferia |
| 661   | Madrid (Moncloa) - San Lorenzo de El Escorial (por Galapagar)       | ALSA           |
| 661A  | Madrid (Moncloa) - Las Zorreras (por Galapagar)                     | ALSA           |
| 662   | Madrid (Moncloa) - Urbanización Molino de la Hoz                    | ALSA           |
| 667   | Majadahonda (Hospital) - San Lorenzo de El Escorial (por Galapagar) | ALSA           |
| N604  | Madrid (Moncloa) - El Escorial - San Lorenzo de El Escorial         | ALSA           |